# Tour Blanche (Hradec Králové)
Pour les articles homonymes, voir Tour Blanche (homonymie).
La Tour Blanche (en tchèque : Bílá věž) est la plus haute construction de la ville de Hradec Králové en République tchèque. Depuis les galeries de la tour, il y a une vue unique non seulement sur Hradec Králové, mais aussi sur les sommets lointains des Monts des Géants et des Monts Orlické. Ces dernières années, la tour a repris vie avec des expositions et est devenue le centre d'événements touristiques et culturels. La Tour Blanche abrite la troisième plus grande et la plus lourde cloche de République tchèque - la cloche Augustine .

## Histoire
Le 7 juin 1574, la construction de la Tour Blanche a commencé au milieu du côté ouest de la Grande Place à Hradec Králové. La construction a été financée par des dons de charité des citoyens de la ville. Au cours des six années suivantes, une tour de 72 mètres de haut a été construite.
La Tour Blanche est le monument le plus haut de la ville de Hradec Králové et probablement le plus haut bâtiment de la Bohême orientale. En mai 1581 l'impressionnante cloche Augustine, de 169 centimètres de haut et 206 centimètres de large a été accrochée au quatrième étage de la tour lors d'une célébration festive. La cloche a déjà été coulée en 1509 par le célèbre fondeur de cloches Hradec Ondřej Žáček. Il n'y a qu'une cloche en Bohême qui soit plus grosse. Il s'agit de la célèbre cloche de Zikmund que l'on peut trouver dans la cathédrale Saint-Guy du château de Prague .

## Anecdotes
La Tour Blanche a été nommée d'après son matériau de construction, qui est la pierre blanche. La cloche Augustine pèse 10 tonnes. Lors d'occasions spéciales, elle sonne encore de nos jours.
Si les aiguilles de l'horloge semblent être à l'envers, alors vos yeux ne vous trompent pas. L'une des explications est que les minutes passées n'étaient pas aussi importantes à l'époque et qu'il était possible de voir la grande aiguille d'une plus grande distance – par exemple d'un champ proche .